# Крист, Вильгельм
Вильгельм Крист (нем. Wilhelm von Christ; 2 августа 1831, Гайзенхайм — 8 февраля 1906, Мюнхен) — немецкий филолог.

## Биография
Сын булочника.
Учился в хадамарской гимназии и мюнхенском университете. Среди его наставников были А. Трентеленбург, Ф. А. Бёк, Ф. Бопп. В 1853 г. в Берлине защитил докторскую диссертацию, посвящённую Аристотелю, и начал преподавать в мюнхенской гимназии, а в 1860 г. — в Мюнхенском университете. В 1891-92 гг. был его ректором.
Крист был экстраординарным (с 1858 г.) и действительным (с 1863 г.) членом Баварской академии наук, членом школьных советов Баварии (с 1872 г.) и Германии (с 1890 г.) В 1876 г. получил личное дворянство.
Издал: «Grundzüge der griechischen Lautlehre» (Лпц., 1859); критические издания «Илиады» Гомера (1884); «Aristotelis metaphysica» (1886); «Geschichte der griechischen Literatur bis auf die Zeit Justinians» (Мюнх., 2 изд. 1890) и др.